# Johnyboy
Johnyboy (Джонибой), настоящее имя Денис Василенко (латыш. Deniss Vasiļenko, род. 30 ноября 1991, Рига, Латвия) — латвийский русскоязычный рэп-исполнитель. C 2024 года — солист альт-рок-группы «Dark Akademia».

## Биография
Денис Василенко родился 30 ноября 1991 года в Риге.
Интерес к рэпу пришёл Денису в школьные годы. В детстве, мама Дениса часто показывала клипы и треки других хип-хоп исполнителей, что повлияло на дальнейшую судьбу музыканта. На свой первый компьютер Денис накопил с помощью заработанных денег на фабрике, чтобы участвовать в интернет-баттлах и записывать треки.

### 2008—2010: «Изящные рифмы», UnderCatz
В 2008 году под псевдонимом Johnyboy начинает заниматься творчеством, а также пробует силы в интернет-баттлах. Свою первую песню записывает на школьной студии. Вскоре, во время участия в своём втором баттле, образовывает вместе с немецким рэп-исполнителем Тохой команду «Изящные рифмы», но из-за ссоры в конце того же года коллектив распадается. В начале 2009 года присоединяется к группе UnderCatz, в составе которой значились Sifo, Plump и Ен.
В 2010 году принимает участие в интернет-баттле InDaBattle 2, где одерживает победу, что впоследствии привело к притоку новых слушателей. После победы Денис начинает работать над первым студийным альбомом, выход которого изначально был запланирован на осень того же года.

### 2011—2012: «Холод», «Мимо теней»
1 июля 2011 года состоялся релиз дебютного альбома Джонибоя «Холод». В марте 2012-го Денис получает свою первую музыкальную награду, побеждая в номинации «Прорыв года» Russian Urban Music Awards. Летом 2012 года подписывает контракт с агентством творческого менеджмента «Универсам Культуры» (впоследствии Invisible Management). В декабре выходит второй студийный альбом Джонибоя «Мимо теней».

### 2013—2014: «Моя книга грехов»
В ноябре 2013 года участвует в шоу Versus Battle. Выпуск, в котором противостоят Джонибой и московский рэпер СД, был выпущен под номером 11. По словам Дениса, после съёмок они пообщались и СД извинился перед ним за некоторые аморальные строчки. В конце 2013 года прекратил сотрудничество с компанией Invisible Management. 2 декабря состоялся выход первого сингла «Любой ценой» с третьего альбома Джонибоя.
22 февраля 2014 года вышел второй сингл «Солитёр».
1 марта был опубликован 1-й выпуск 2-го сезона батла Versus, в котором Johnyboy соперничает с санкт-петербургским рэпером Jubilee. В конце своего выступления Денис бросил вызов рэперу Oxxxymiron’у. Узнав об этом, последний посоветовал Джонибою занять очередь и «не проталкиваться вперёд других».
10 апреля 2014 года в свет вышел третий сольный альбом Дениса «Моя книга грехов».

### 2015—2017: Versus Battle с Oxxxymiron
5 апреля 2015 года вышел эпизод Versus Battle с участием Дениса и Oxxxymiron’а, где Джонибой проиграл. 21 апреля вышел мини-альбом под названием All in EP.
Летом 2015 года состоялась премьера трека «День плохого парня», открывающего сборник Versus Music «Пошумим Б*#%ь! Round 1». После этого Johnyboy берёт творческий отпуск и два с половиной года о нём ничего не слышно. Позднее Денис рассказал, что на тот период уезжал на заработки в Великобританию, не отрицая в то же время факта, что баттл с Оксимироном серьезно повредил его репутацию, вплоть до распада его концертной группы. Сам Oxxxymiron во время концерта в Риге в 2016 году сказал, что сожалеет о стремительном падении карьеры Джонибоя: «Это была показательная казнь, но я не ожидал такого, мне как-то неловко… Надеюсь, у него всё хорошо».

### 2018—2019: возвращение в рэп, «Вне времени»
11 июня состоялась премьера видеоклипа «Intro». В клипе Johnyboy анонсировал свой новый альбом. Многие видеоблогеры и рэперы поддержали возвращение артиста на сцену. 21 июня Johnyboy публикует треклист и название нового альбома «Вне времени» и назначает дату выхода. 22 июня выходит видеоклип на композицию с предстоящего альбома «VVV». 2 июля в свет вышел третий сингл с нового альбома «Вне времени» под названием «Близость-максимум». Премьера альбома состоялась 8 июля в 00:00 по московскому времени.

### 2020-2022: «Демоны проснутся в полночь», «ORBIT», «WAGMI»
6 ноября 2020 года вышел пятый студийный альбом Johnyboy «Демоны проснутся в полночь». Перед релизом, исполнитель подогревал интерес слушателей сниппетами, которые были сняты на каждый трек с альбома. 

В 2021 году Johnyboy на своём YouTube-канале сообщает о том, что он собирается провести эксперимент и ставит для себя цель — написать альбом за 30 дней. 8 июня 2021 года выходит первая работа с грядущего альбома «На часах», а позже появляется клип на неоднозначный и необычный для артиста трек «DEsTROIT», который получает смешанные отзывы. Спустя некоторое время Денис удаляет клип с официального канала. Через месяц, 9 июля, Johnyboy выпускает альбом «ORBIT», который аудитория воспринимает по-разному из-за нового и непривычного звучания. После выхода альбома артист решает больше самореализовываться в этом, новом для себя стиле и отходить от старого звука и осмысления о музыке. 

15 апреля 2022 года вышел первый сингл «PAIN» с нового альбома «WAGMI». 3 июня состоялась премьера трека «Потеряться», который изначально должен был войти в трек-лист новой работы, но позднее он был исключён из него. 27 июня артист выпускает песню и клип «WAGMI», а 4 июля «TRAP HEROINE». Полный альбом «WAGMI» вышел 12 июля 2022 года.

### 2024: завершение сольной карьеры, «Dark Akademia»
6 декабря 2024  Денис Василенко объявил о завершении карьеры рэп-исполнителя под псевдонимом Johnyboy. В видео под заголовком «Последнее видео Джонибоя» он представил свой новый проект «Dark Akademia» — группу, выступающую в жанре альтернативный рок. В тот же день был опубликован анимационный видеоклип на первый сингл группы — «Выйти из себя».

## Дискография

### Сольное творчество
| Сольные студийные альбомы - 2011 — «Холод» - 2012 — «Мимо теней» - 2014 — «Моя книга грехов» - 2018 — «Вне времени» - 2020 — «Демоны проснутся в полночь» - 2021 — «ORBIT» - 2022 — «WAGMI» Мини-альбомы - 2015 — All in EP - 2023 — DYOR Сборники - 2009 — «Боинг, сносящий башни» - 2010 — «InDaBattle 2» - 2018 — «Синглы (2012—2016)» Микстейпы - 2011 — «Виски, деньги, два ствола» (при участии Sifo) | Участие - 2010 — «Нота бум» (совместный альбом Sifo и Tratil) - 2010 — «Палата „Мечта“» (мини-альбом Димы Шального) - 2010 — Vice City Bootleg (сборник Eric Vice) - 2010 — «Прямое включение» (мини-альбом Efreet) - 2010 — «День несбывшихся надежд» (альбом СД) - 2010 — Monsterville (микстейп Linkis) - 2011 — «Клетка» (мини-альбом h1Gh) - 2011 — «Тишина» (альбом Jollo) - 2011 — Booom (альбом Keam) - 2013 — «Одержима» (альбом Elvira T) - 2014 — «Восход» (альбом h1Gh) - 2014 — «Интеллектуальная собственность» (альбом Sifo) - 2014 — Zloi Tape 2 (микстейп Zloi Negr) - 2015 — Zloi Tape 3 (микстейп Zloi Negr) - 2015 — «Пошумим Б*#%!» (сборник Versus Battle) - 2015 — «Если тебя не станет» (альбом Efreet) - 2015 — «Катрин» (альбом Efreet) - 2019 — «Fakelove» (альбом Well) - 2021 — «Habanero» (альбом ST1M) - 2022 — «Каникулы в Голливуде» (альбом Завтра Брошу) |

### В составе Dark Akademia
Синглы
- 2024 — «Выйти из себя», «Когда я один»
- 2025 — «Зашей», «Травма», «Больше не больно»

Видеоклипы
• «Выйти из себя»
• «Когда я один»
• «Зашей»

## Видеография

### Видеоклипы
| Год  | Название                    | Режиссёр(ы)       | Альбом             |
| ---- | --------------------------- | ----------------- | ------------------ |
| 2010 | «Лето в Москве»             | Денис Мошканов    | —                  |
| 2011 | «Не просите извинений»      | Денис Мошканов    | «Холод»            |
| 2011 | «Щепки»                     | Денис Мошканов    | «Холод»            |
| 2011 | «Моя комната пуста»         | Денис Мошканов    | «Холод»            |
| 2012 | «Нерождённый»               | Денис Мошканов    | «Холод»            |
| 2012 | «Метамфетамир» (уч. Ksenia) | Денис Мошканов    | «Мимо теней»       |
| 2012 | «Звездопад столетия»        | Денис Мошканов    | «Мимо теней»       |
| 2013 | «Когда мы взлетаем»         | Денис Мошканов    | «Мимо теней»       |
| 2013 | «Война» (уч. Таня Терёшина) | Елена Кипер       | —                  |
| 2013 | «Любой ценой»               | Денис Мошканов    | «Моя книга грехов» |
| 2014 | «В памяти мира»             | Денис Мошканов    | «Моя книга грехов» |
| 2014 | «#ненайтиподвох»            | Денис Мошканов    | «Моя книга грехов» |
| 2014 | «Отвечаю головой»           | Денис Мошканов    | Zloi Tape 2        |
| 2014 | «Туса на всю ночь»          | Денис Мошканов    | —                  |
| 2015 | «До первого шторма»         | Денис Мошканов    | «Моя книга грехов» |
| 2015 | «День плохого парня»        | Искан Райтеров    | «Пошумим б*#%ь!»   |
| 2018 | «Intro»                     | Павел Требухин    | «Вне времени»      |
| 2018 | «VVV»                       | Павел Требухин    | «Вне времени»      |
| 2018 | «Близость — максимум»       | Павел Требухин    | «Вне времени»      |
| 2018 | «Русский Камикадзе»         | Павел Требухин    | —                  |
| 2019 | «HOODIE»                    | Andrey Davidovich | —                  |
| 2019 | «MONEY BUS»                 | Артур Янсон       | —                  |
| 2021 | «DEsTROIT»                  | –                 | «Orbit»            |
| 2022 | «WAGMI»                     | Legit Looks       | «WAGMI»            |
| 2022 | «TRAP HEROINE»              | Legit Looks       | «WAGMI»            |
| 2022 | «ONE NIGHT STAND»           | Legit Looks       | «WAGMI»            |
| 2023 | «BARABAN»                   | –                 | «DYOR»             |
| 2023 | «MOONBOY»                   | Артур Янсон       | «DYOR»             |
| 2023 | «Дело было вечером»         | Артур Янсон       | «DYOR»             |
| 2024 | «Выйти из себя»             | –                 | –                  |
| 2025 | «Когда я один»              | Максим Ковалков   | –                  |
| 2025 | "Зашей"                     | Максим Ковалков   | –                  |

## Награды
- В 2010 году — обладатель титула «Лучший баттл-рэпер» по версии InDaRnb[34].
- В 2012 году — обладатель премии Stadium RUMA в номинации «Прорыв года»[8].
- Победитель в общественных голосованиях Hip-hop.ru Awards:
  - Awards 2010 в номинации «Открытие года»;
  - Awards 2011 в номинации «Лучший mixtape» вместе с IDAN (Sifo).

## Семья и личная жизнь
Дениса воспитывала мама — когда ему исполнилось три года, его отец ушёл из семьи. В 2007 году родился младший брат Дениса, Тимур — четыре года спустя Джонибой посвятил ему песню «Моя комната пуста». После выхода в сеть баттла Oxxxymiron vs Johnyboy мать прекратила общение с Денисом и запретила ему видеться с младшим братом — по словам самого артиста, она «не смогла этого принять».
11 августа 2018 года, вернувшись в Ригу из Великобритании, Денис узнал о смерти своего отца. Через несколько дней состоялись похороны, где также присутствовала и мать Дениса, однако пообщаться им не удалось. В 2017 году у матери Джонибоя родился ещё один ребёнок — правда, сам Денис узнал об этом из соцсетей.
Женат на Анастасии Чибель, с которой состоит в отношениях с 2012 года. Вместе с будущей супругой Денис ездил на заработки в Ирландию и Великобританию во время перерыва в творческой карьере. Пара объявила о помолвке 3 ноября 2020 года, а 12 февраля 2021 года состоялась свадьба. В феврале 2025 года стало известно, что супруги ожидают появления первого ребёнка.

## Факты
- На творчество Johnyboy повлияли такие рэп-исполнители, как Эминем, Machine Gun Kelly, Tech N9ne, Лок Дог, Noize MC[5], Рем Дигга[1], Баста
- Чтобы погасить долги и кредиты, Денис работал барменом, поваром, сборщиком на ферме и фасовщиком на производстве. Также занимался сетевым маркетингом.

### Комментарии
1. ↑  Занял 7-е место в топе лучших клипов 2012 года по версии Rap.ru[33].

### Видеоисточники
1. 1 2  «Дневники»: Johnyboy об интернет-батлах. 4.3.2013
2. ↑  Stadium RUMA 2012: Johnyboy получает награду «Прорыв года» и выступает с песней «Ненавижу, но люблю» 1:01
3. ↑  Johnyboy: Интервью для RapNews